# Luoshui
Luoshui är en köping i Kina. Den ligger i provinsen Yunnan, i den sydvästra delen av landet, omkring 180 kilometer nordost om provinshuvudstaden Kunming. Antalet invånare är 36 910. Befolkningen består av 17 738 kvinnor och 19 172 män. Barn under 15 år utgör 22,0 %, vuxna 15-64 år 68 %, och äldre över 65 år 9,0 %.
Genomsnittlig årsnederbörd är 1 240 millimeter. Den regnigaste månaden är juni, med i genomsnitt 258 mm nederbörd, och den torraste är december, med 12 mm nederbörd.